# Литовские железные дороги

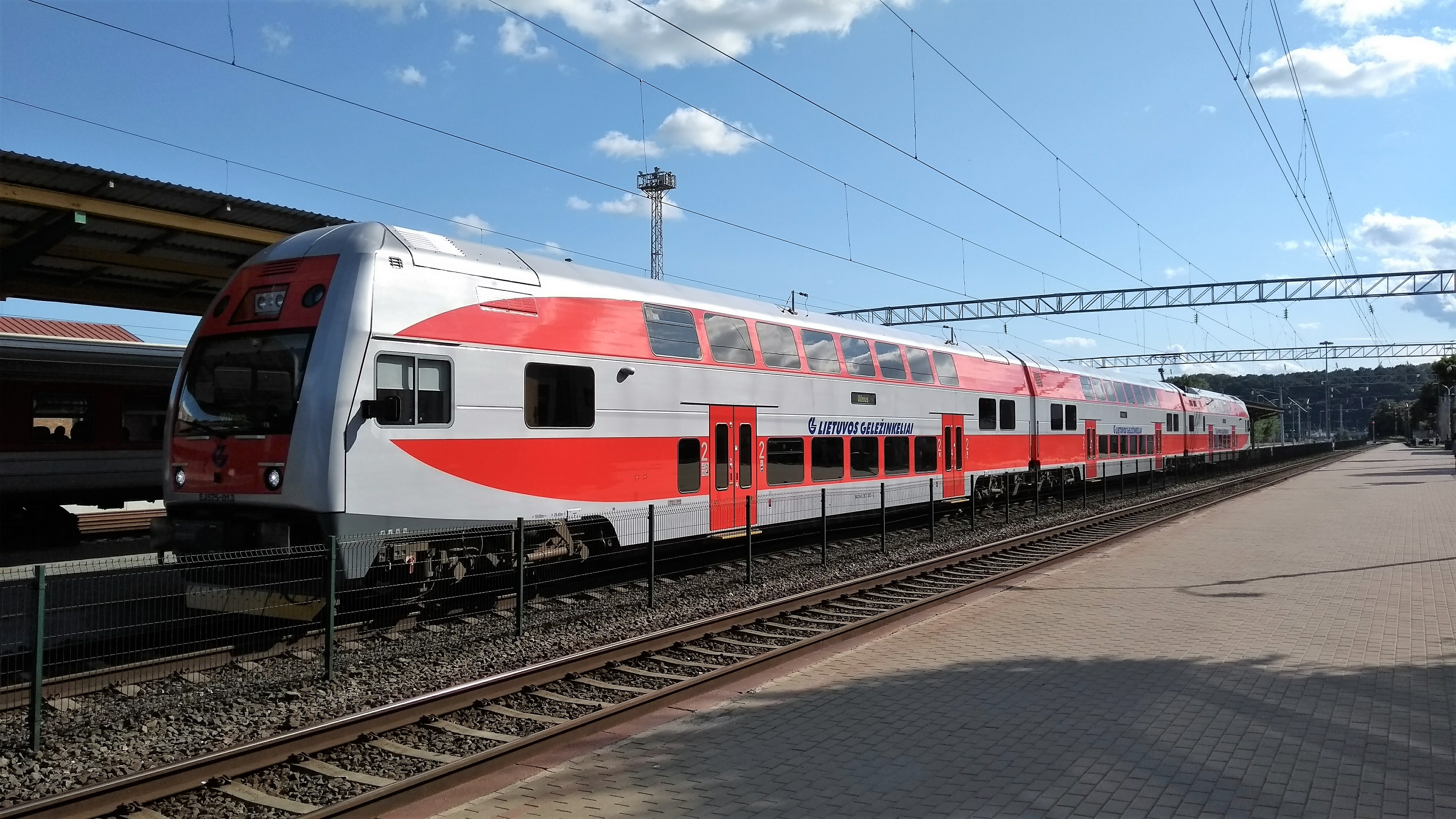

Литовские железные дороги (лит. Lietuvos geležinkeliai, произношениео файле) — национальная государственная железнодорожная компания Литвы, акционерное общество. Компания обслуживает всю железнодорожную сеть страны.

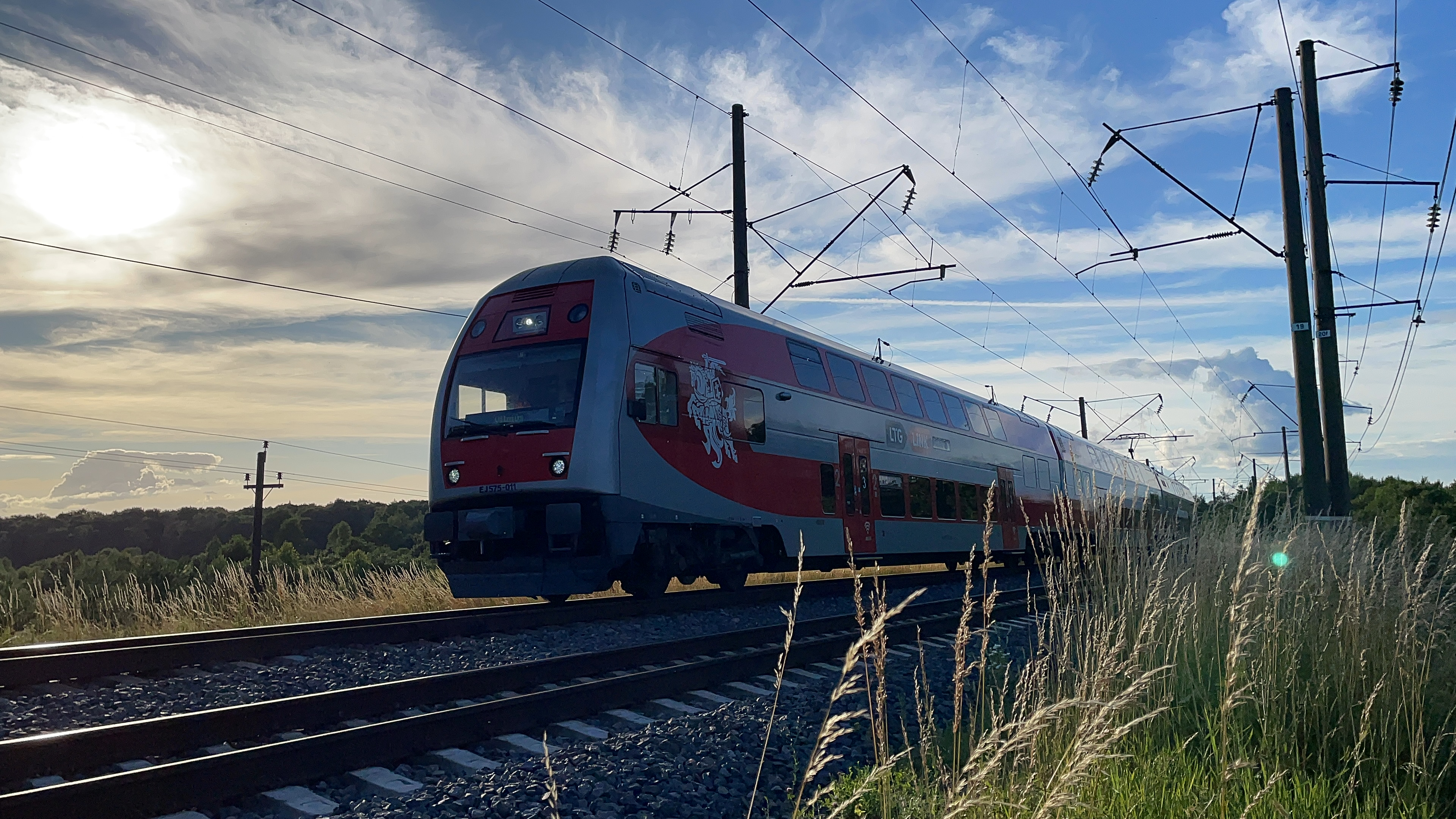
EJ 575 LTG Link

Железнодорожная сеть Литвы состоит из 1749 км линий с шириной колеи 1520 мм, из которых электрифицированы 148 км, а также 110 км с европейской колеёй 1435 мм. Пассажирские перевозки представлены внутренними и международными поездами.

## История
Железнодорожная сеть на территории, ныне занимаемой Литвой, начала формироваться во второй половине XIX века. 15 февраля 1851 года было принято решение о сооружении Петербурго-Варшавской железной дороги, которая проходила бы и через Виленскую губернию. Работы по её строительству начались в 1852 году. 4 сентября 1860 года в Вильну со стороны Динабурга пришёл первый рабочий поезд, в том же году продолжилось строительство дороги к границе Российской империи с Пруссией и 11 апреля 1861 года был сдан в эксплуатацию участок Ковно — Вержболово.
Активное железнодорожное строительство велось в Прибалтике в конце 1860-х — начале 1880-х годов. В конце 1890-х годов появляются узкоколейные линии, 28 сентября 1899 года открылось регулярное движение поездов по дороге Поневеж — Поставы (ширина колеи 750 мм).
Первая железнодорожная линия на территории Клайпедского края, до 1923 года принадлежавшего Германии, открыта в 1875 году. Это линия Тильзит (ныне Советск, Калининградская область) — Мемель (ныне Клайпеда). В конце XIX в. — начале XX в. в Клайпедском крае построены железнодорожные ветки, доходящие до границы с Российской империей. Также сооружались узкоколейные (1000 мм) железные дороги. Во время Первой мировой войны на оккупированной территории немцы построили железные дороги (европейская колея 1435 мм) Лауксаргяй — Радвилишкис, Шяуляй — Елгава, Байорай — Приекуле, Палямонас — Гайжюнай, Пабраде — Лынтупы — Годутишки. В годы войны большое количество военно-полевых дорог с шириной колеи 600 мм было построено немецкими солдатами.
После провозглашения независимого Литовского государства министр путей сообщения Литвы приказом от 3 декабря 1918 года возложил на группу инженеров руководство Литовскими железными дорогами. 6 июня 1919 года возобновилось движение поездов по линии Кайшядорис — Радвилишкис. В 1922 году Литовские железные дороги стали членом Международного союза железных дорог. В межвоенное время основная сеть железных дорог Литвы была сформирована из линий и участков железных дорог, построенных Россией и Германией, а их всех в единую сеть объединили линии и участки, построенные Литвой. После ультиматума в марте 1939 года Германии отошел Клайпедский край и там находящиеся железные дороги с подвижным составом. Осенью 1939 года литовская железнодорожная сеть пополнилась железными дорогами Вильнюсского края, возвращённого Литве Советским Союзом.
3 августа 1940 года указом народного комиссара путей сообщения СССР Литовские железные дороги стали составной частью железных дорог СССР. Во время Второй мировой войны подверглась значительному разрушению. В 1963 году дороги Литовской ССР вошли в состав Прибалтийской железной дороги. Велись работы по восстановлению разрушенных участков, реконструкции станций, сокращению протяжённости узкоколейных линий. В 1975 году были электрифицированы на переменном токе участки пригородной зоны Вильнюса: Науойи-Вильня — Лентварис — Каунас и Лентварис — Старый Тракай — Тракай.
20 ноября 1991 года организовано Управление Литовских железных дорог. Железные дороги Литвы вышли из состава МПС 1 января 1992 года.  С 1995 года Литовские железные дороги являются членом Международного комитета железнодорожного транспорта.
В 2014-2016 гг. параллельно существующим линиям была построена первая очередь железной дороги Рэйл Балтика (колея 1435 мм) от границы с Польшей до ст. Каунас. Началось международное пассажирское сообщение по маршруту Каунас - Белосток.
13 сентября 2017 года открыто движение поездов дальнего следования на электротяге на электрифицированном совместно с БЧ участке Науйойи-Вильня — Молодечно. Первым на электротягу перешёл фирменный поезд № 29/30, соединяющий Калининград с Москвой, а к 10 декабря 2017 года на электротягу были переведены остальные поезда калининградского направления и экспресс-маршрут Вильнюс — Минск. С 9 декабря 2018 года въезд белорусских ЧС4Т на территорию Литвы дальше Кяны был запрещён, в результате чего была восстановлена смена тяговых плеч в Кяне вместо Вильнюса.  По состоянию на 2021 год в парке электропоездов депо Науйойи-Вильня в постоянной эксплуатации остался только один электропоезд ЭР9М и два неиспользуемых головных вагона.
В декабре 2018 года сейм Литвы утвердил новую модель предприятия. В следующем году проведена его реструктуризация. Из состава Литовских железных дорог выделены два дочерних предприятия: LG Cargo и LG Keleiviams. Первое из них предназначено для выполнения функции дирекций по перевозке грузов, вторая — пассажиров. Сама компания остаётся под управлением Министерства транспорта и коммуникаций Литвы.
В 2020 году произведен ребрендинг предприятия. Аббревиатура LG заменена на LTG, при этом название предприятия не поменялось. Дочерние компании получили новые названия: LTG Infra (инфраструктура), LTG Cargo (грузовые перевозки) и LTG Link (пассажирские перевозки). Также были разработаны новые цветовые схемы покраски подвижного состава для всех трех дочерних компаний, новые логотипы и т. д.

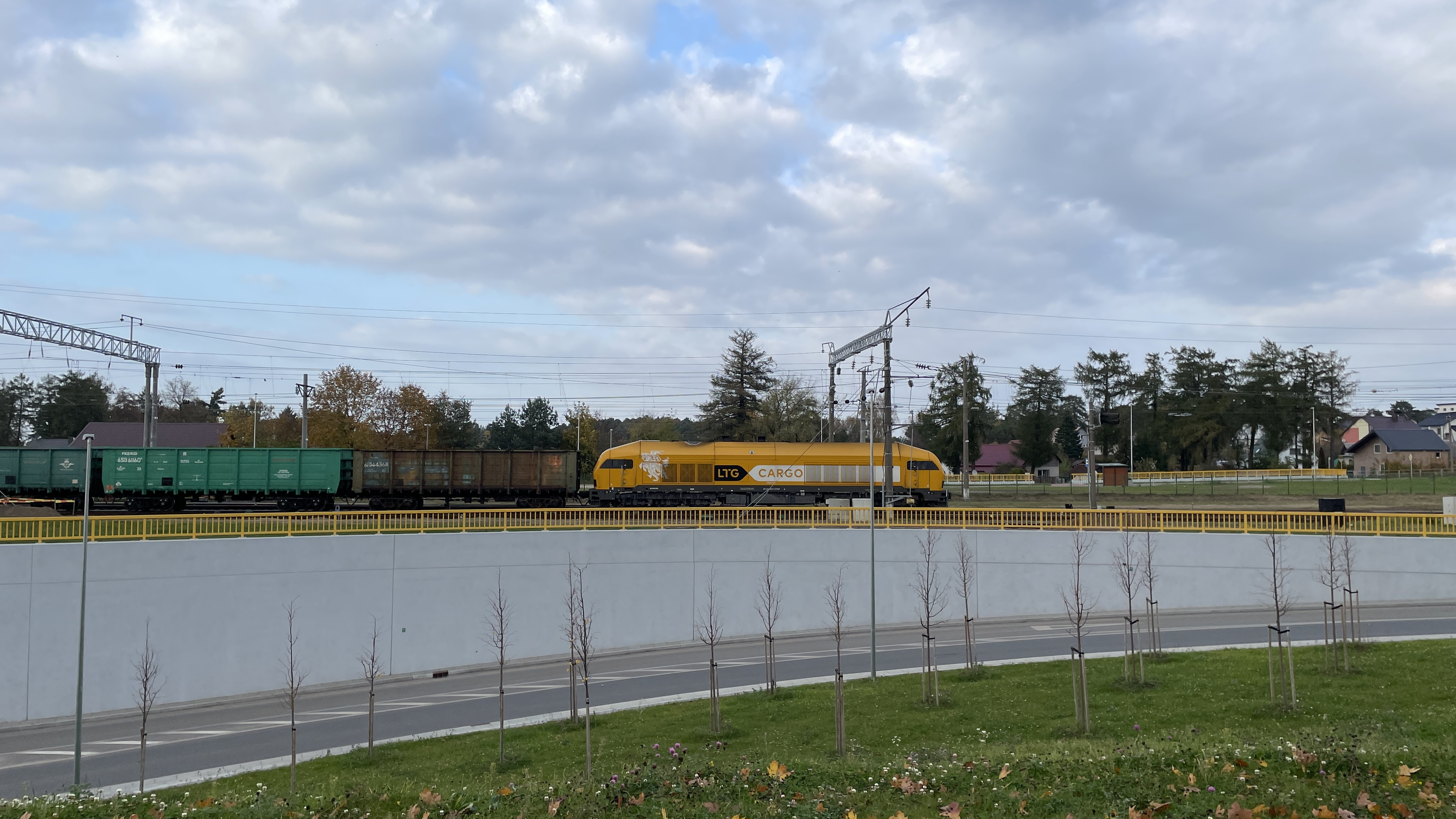
Siemens ER 20 LTG Cargo

## Границы железных дорог
- Белорусская железная дорога (Кяна — Гудогай, Стасилос — Беняконе)
- Калининградская железная дорога (Пагегяй — Советск, Кибартай — Чернышевское)
- Латвийская железная дорога (Йонишкис — Мейтене, Турмантас — Курцумс, Рокишкис — Эглайне, Мажейкяй - Реньге)
- PKP (Моцкава — Тракишки, колея 1435 мм).

## Электрифицированные линии

Схема электрификации на 2016 год

Литовские железные дороги электрифицированы на переменном токе (25 кВ, 50 Гц) на протяжении 148 км, что составляет 9 % общей длины. Электрифицированы три участка:
- Науйойи-Вильня — Каунас — 113 км — самый протяжённый электрифицированный участок в Прибалтике.
  - Станции и остановочные пункты (22): Науйойи-Вильня, Павильнис, Вильнюс, Панеряй, Воке, Лентварис, Карётишкес, Саусяй, Рикантай, Лазденай, Балтамишкис, Вевис, Каугонис, Жасляй, Кайшядорис, Пагиряй, Памерис, Правенишкес, Карчюпис, Палемонас, Каунас.
- Лентварис — Тракай — 9 км — самая короткая электрифицированная ветка в Прибалтике.
  - Станции и остановочные пункты (3): Лентварис, Сянейи-Тракай, Тракай.
- Науйойи-Вильня — Кяна — граница с Беларусью — 26 км — самый новый по монтажу контактной сети электрифицированный участок. Официально движение на электротяге открыто 16 сентября 2017 года, однако первый пассажирский поезд прибыл в Вильнюс под электровозом 13 сентября того же года. Поезда обслуживаются преимущественно локомотивами белорусской приписки и электропоездами ЭПр и EJ575, пригородные маршруты до Кены — электропоездами EJ575, ЭР9М и дизельными автомотрисами 620М.
  - Станции и остановочные пункты (5): Науйойи-Вильня, Электриню-Траукиню-Депас-2, Кивишкес, Пакене, Кяна.

### Перспективы электрификации
В феврале-мае 2023 года начата электрификация 125-километрового участка Кайшядорис — Радвилишкис, также вильнюсского железнодорожного узла, а с осени 2023 года начаты работы на участке Радвилишкис — Клайпеда длиной 185 километров. В 2024 г. начнётся электирфикация участка Клайпеда — Драугисте, длиной около 15 километров. На время проведения работ движение поездов существенно ограничено. Подсчитано[кем?], что после завершения проекта потребление топлива перевозчиками, работающими в сети железных дорог, снизится не менее чем на 30 %, выбросы сократятся на 150 тысяч тонн загрязняющих веществ в год, говорится в сообщении главы LTG Link Линаса Баужиса. К концу 2024 года доля электрифицированных железных дорог во всей инфраструктуре должна составить около 35 %, а непрерывная протяжённость участка — 731 км.

## Тяговый подвижной состав
- 171 грузовой тепловоз
- 17 пассажирских тепловозов
- 89 маневровых тепловозов
- МВПС (ДР1А, РА2, PESA 730ML)

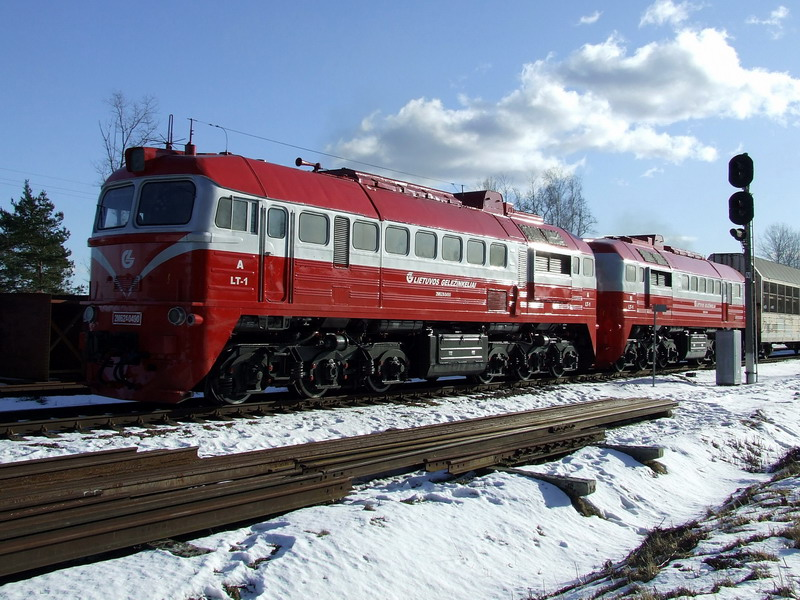
Тепловоз 2М62 на железных дорогах Литвы

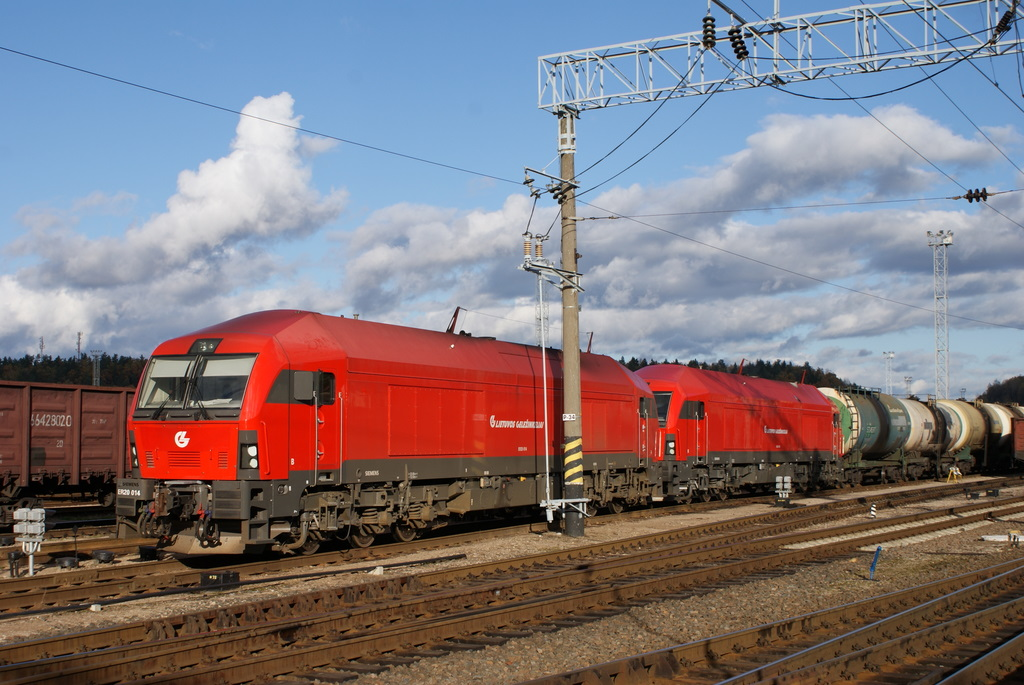
Тепловоз Siemens ER 20 CF

- 13 электропоездов EJ 575, 1 электропоезд ЭР9М
- 12 рельсовых автобусов (автомотрис) PESA 620М, 630M

Среди тепловозов: М62, 2М62, ТЭП70, ТЭП70М, ТЭП70БС, ЧМЭ3, ЧМЭ3М, ER20CF, ТЭМ-ТМХ, ТЭМ-ЛТХ.

## Тоннели
На территории Литвы расположено два железнодорожных тоннеля:
- Паняряйский тоннель (на данный момент закрыт);
- Каунасский тоннель.

## Пассажирское сообщение

### Межгосударственные пассажирские поезда
Большая часть поездов международного сообщения проходит по главной магистрали Литвы, линии Кяна — Вильнюс — Кайшядорис. Среди них — поезда дальнего следования формирования ФПК, соединяющие Калининградскую область с остальной территорией РФ, международные электропоезда (3 пары) и дизель-поезд (1 пара по выходным) до Минска, а также одна пара поездов в неделю по маршруту Киев-Пассажирский — Рига. В собственной маршрутной сети LG до 12 декабря 2015 года имелся фирменный поезд № 5/6 Вильнюс — Москва-Смоленская, который сначала был преобразован в группу прицепных вагонов к «Янтарю», а через год и вовсе отменён. В 2018 г. Украинская железная дорога пустила поезд «Четыре столицы», связавшим после длительного перерыва прямым железнодорожным сообщением Киев, Минск, Вильнюс и Ригу.
В 1992 году была проложена совмещённая колея 1520 мм и 1435 мм на участке Шештокай — Моцкава и колея 1435 мм на участке от Моцкава до границы с Польшей, что позволило организовать сообщение с Польшей в обход территории Белоруссии. Поезд Польских железных дорог Варшава Западная — Шештокай следовал согласованным расписанием с поездом Шештокай — Вильнюс. При этом до 1996 года существовал скорый поезд «Балтийский экспресс» Таллин — Шештокай, связывавший друг с другом и с Польшей все прибалтийские страны.
В 2016 году в рамках проекта Rail Baltica путь европейской колеи был проложен до Каунаса, что позволило запустить прямой дизель-поезд Белосток — Каунас.
Все международные поезда весной 2020 г. отменены из-за коронавирусной пандемии. Некоторое время не курсировали даже транзитные поезда, соединяющие Калининградскую область с остальной территорией РФ. Позже транзитное сообщение возобновлено, но посадка и высадка пассажиров на территории Литвы запрещены. С июля 2022 года возобновлено курсирование поезда Каунас — Белосток. С 1 декабря появился новый маршрут Вильнюс — Варшава — Краков с пересадкой в Моцкаве на польский поезд, в поездах есть меню для литовских поездов а в польских только на участке Шепетово — Варшава — Шепетово.
С декабря 2023 г. начал курсировать ежедневный международный поезд Вильнюс - Рига формирования Литовских ЖД. Маршрут обслуживает дизель-поезд Pesa 740M с салоном 2 класса.

### Пассажирские поезда в местном и пригородном сообщении

Относительная частота движения пригородных поездов

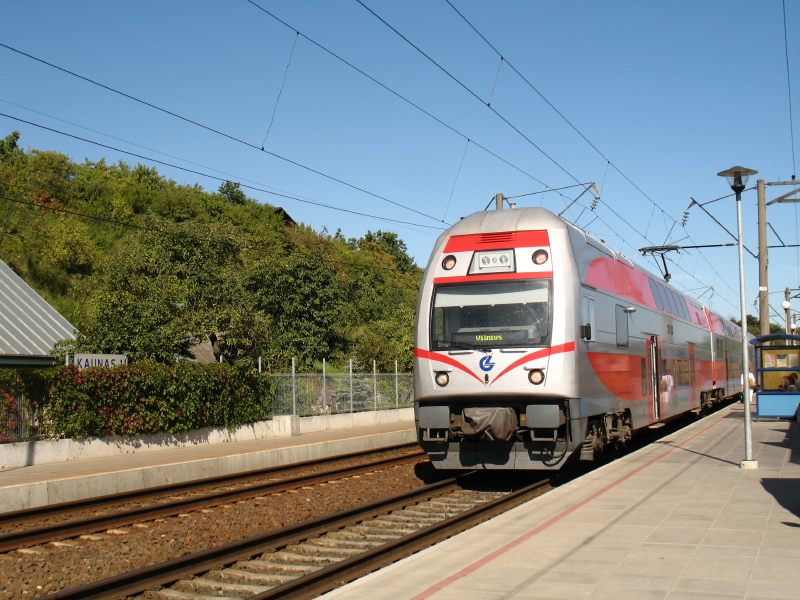
Электропоезд EJ575 в Каунасе

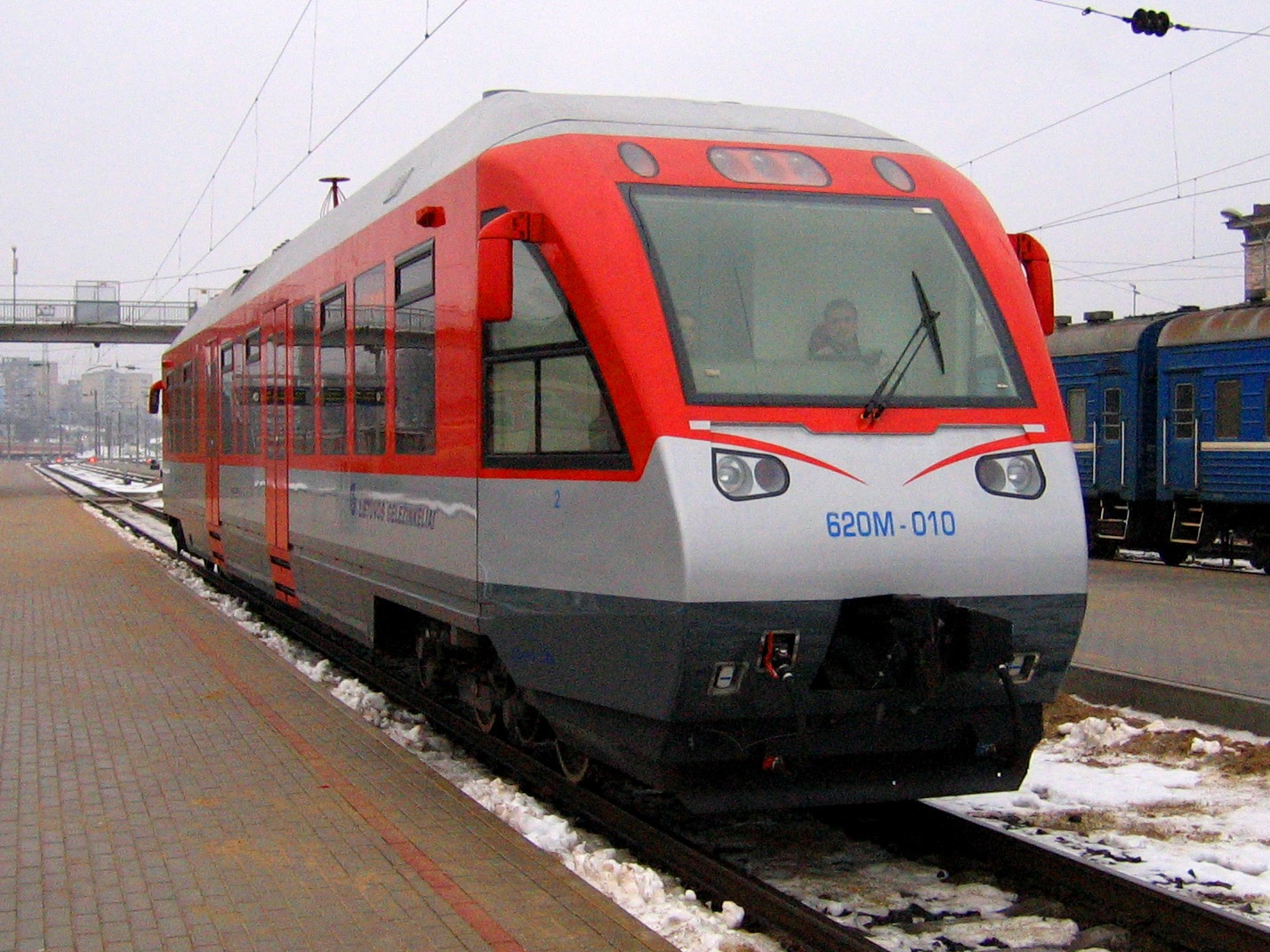
Автомотриса PESA620М на ЖД-вокзале в Вильнюсе

Маршрут Вильнюс — Клайпеда (5 пар ежедневно и одна дополнительная) обслуживается современными дизель-поездами Pesa 730ML и составами сидячих и купейных вагонов локомотивной тяги.
Дизель-поезда местного сообщения в Литве следуют по маршрутам Вильнюс — Шяуляй, Клайпеда — Радвилишкис.
Движение электропоездов из Вильнюса осуществляется по маршрутам Науйойи-Вильня — Каунас, Науйойи-Вильня — Тракай, Кяна - Вильнюс. Из Вильнюса также отправляются дизель-поезда в направлении станций Турмантас, Яшюнай и Марцинконис. В октябре 2008 года открылся новый маршрут Вильнюс — Аэропорт, обслуживаемый автомотрисой PESA 620M.
От станции Шяуляй отправляются пригородные поезда на Рокишкис (временно отменён), Паневежис, Радвилишкис и Мажейкяй; из Каунаса — на Кибартай, Шяуляй, Мариямполе.
От станции Клайпеда отправляются пригородные поезда на Радвилишкис и Шилуте.

### Неиспользуемые и разобранные линии
Пассажирское сообщение было отменено на таких протяжённых линиях как Клайпеда — Пагегяй (граница с Россией) (до Шилуте пассажирское сообщение возобновлено), Пагегяй — Радвилишкис, Шештокай — Алитус, Швенчёнеляй — Утена, а также на выходящих к границе с Латвией линиях Кретинга — Скуодас и ряде других.
Заброшен и частично демонтирован участок исторической Петербурго-Варшавской железной дороги на границе Литвы и Беларуси. Последний дизель-поезд через границу из города Гродно до станции Марцинконис прошёл в апреле 2002 года. На территории Беларуси пассажирское движение по данному участку сохранено до самой границы с Литвой (платформа Узбережь).
Между двумя государствами оказалось разделённой ветка Поречье — Друскининкай, построенная в 1937 году. Ответвление на Друскининкай от исторической Петербурго-Варшавской железной дороги находится на территории Беларуси, сразу после Поречья. Часть железной дороги, проходящей по территории Литвы, была разобрана после прекращения движения поездов. Последний пассажирский поезд из Гродно в Друскининкай прошел весной 2000 года, грузовой — летом 2001 года. Длина разобранного участка около 10 км. Насыпь сохранена. Между Литвой и Беларусью не так давно[когда?]

 велись переговоры по восстановлению данного участка железной дороги, тем более что литовцы на момент января 2018 года имеют право безвизового въезда в Гродненскую область Беларуси при соблюдении определенных условий. Поэтому восстановление железнодорожного участка железнодорожного направления Друскининкай — Гродно имеет особенную актуальность.
Также в 2003 году была разобрана ветка Адутишкис — Диджясалис, так как выезд с неё на остальную часть Литовских железных дорог был возможен только через территорию Белорусской железной дороги, а пограничный переход Лынтупы — Пабраде был окончательно ликвидирован к 2003 году. Станция Адутишкис, по центральному пути которой пролегала белорусско-литовская граница, после демаркации таковой в 2004 году была ликвидирована, переименована в платформу Годутишки, оставшуюся в составе БЧ, и отрезана от литовского села демаркационным забором.
Объёмы железнодорожного сообщения между Литвой и Латвией постоянно сокращались, несмотря на то, что вхождение обоих государств в Шенгенскую зону в 2007 году позволило прекратить процедуры внутреннего пограничного контроля (до этого, например, имелся прецедент, когда полоса литовско-латвийской границы проходила в непосредственной близости от северной горловины станции Турманатас). В 1990-х было прекращено пассажирское сообщение на участке Паневежис — Даугавпилс, и несмотря на продление пригородных поездов от Шяуляя, пассажирское движение через границу не было восстановлено. В 1999 году были закрыты два из шести пограничных переходов с Латвией: Приекуле — Скуодас, Вайнёде — Бугяняй, а в 2008 году была снята рельсошпальная решётка на участке Мажейкяй — граница с Латвией (к юго-западу от Реньге). Демонтаж этого участка стал предметом экономических разбирательств, так как осложнил логистику ряда грузоперевозок, в итоге в июне 2019 года участок был восстановлен. В 2007—2018 годах отсутствовало пассажирское движение на участке Шяуляй — Елгава, а в 2015—2018 и между Турмантасом и Даугавпилсом (таким образом, в 2015—2018 годах между Литвой и Латвией вообще не было пассажирских поездов, что осложняло движение пассажиропотока из прибалтийских стран в центральную часть Евросоюза).
Сохранившаяся сеть узкоколейной железной дороги Биржай — Йонишкелис — Петрашюнай с веткой Петрашюнай — Линкува, Йонишкелис — Паневежис — Рубикяй внесена в реестр недвижимых ценностей Литовской Республики. Участок Паневежис — Рубикяй используется для движения туристических поездов, а в летний период также для регулярных туристических пассажирских перевозок по маршруту Аникщяй — Рубикяй. Узкоколейная железная дорога принадлежит публичной компании, учредителями которой являются районы Аникщяй, Панявежис и министерство сообщения Литвы.